# Bleu brillant FCF
Le bleu brillant FCF est un composé chimique (triarylméthane) de couleur bleu-foncé.

## Composition
Le bleu brillant FCF est essentiellement constitué de sel disodique, de l’acide α-[(N-éthyl-sulfo-3-benzylamino)-4-phényl]-α-(N-éthyl-sulfo-3-benzylamino-4)-cyclohexadiène-2,5-ylidène) toluènesulfonique-2 et de son isomère, ainsi que de matières colorantes accessoires.

## Synonymes
- Acid blue 9
- Cl 42090
- E133
- C-Blau 21[5]
- Erioglaucin A[6]

## Applications

### Utilisation alimentaire

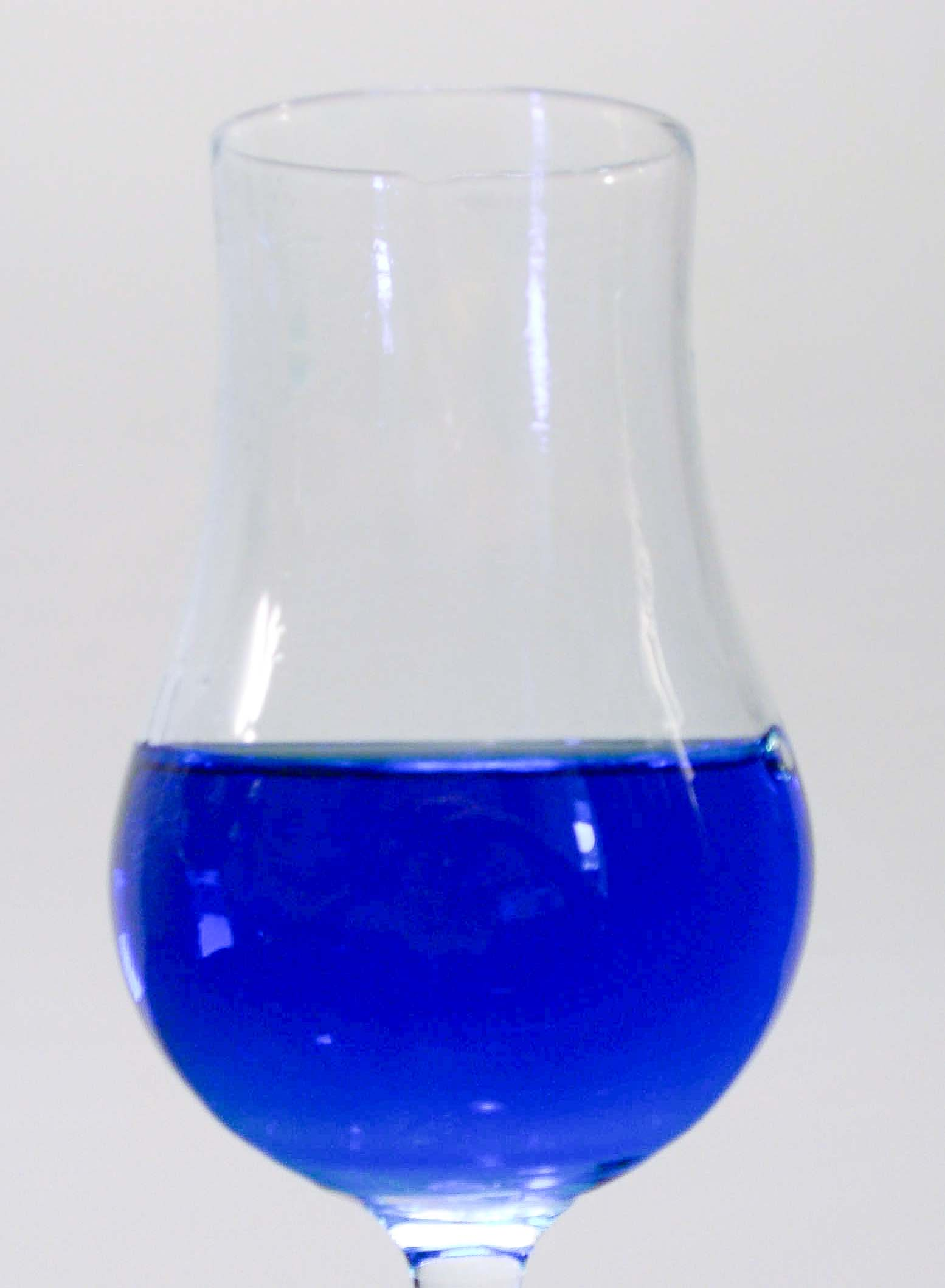
Du curaçao, coloré au E133.

Il est utilisé en agroalimentaire comme colorant alimentaire (numéro E133).
En Europe, ce colorant peut être employé seul ou en combinaison dans les denrées alimentaires, son niveau autorisé dépend de l'application.
Les sels de calcium et de potassium sont également autorisés.
Il est notamment utilisé dans les confiseries « langue bleue » : c'est lui qui colore la langue du consommateur en bleu vif et est également utilisé dans le curaçao.
Il est également ajouté dans du vin blanc chardonnay afin de donner la couleur artificielle des vins bleus tels que le Vindigo et l'Imajyne, contrairement à ce que disent les producteurs qui expliquent que le bleu viendrait des anthocyanes ajoutées par un processus naturel. Alors qu'à ce pH les anthocyanes ont une couleur rouge.
Une ingestion excessive fait uriner bleu.